# Párizs 20. kerülete
Párizs 20. kerülete (XXe arrondissement) Franciaország fővárosának 20 kerületének egyike. A beszélt francia nyelven ezt vingtième-nek (huszadik-nak) vagy Ménilmontant (IPA: [menilmɔ̃tɑ̃]) néven nevezik. A Szajna jobb partján fekszik, és a város kozmopolita negyedeit, Ménilmontant és Belleville-t foglalja magában.
A 20. kerület nemzetközileg is ismert a Père Lachaise temetőről, ahol számos híres művész sírja található.

## Népesség
| Lakosok száma | 198 678 | 196 884 | 195 814 | 195 600 | 194 994 | 192 120 | 189 805 | 187 694 |
|               | 2009    | 2016    | 2017    | 2018    | 2019    | 2020    | 2021    | 2022    |

## Közlekedés

### Metró
A kerületet hat metróvonal érinti, melyek közül a   teljes egészében a kerületben található. A metrómegállók száma 19.
- (Porte de Vincennes).
- (Belleville, Couronnes, Ménilmontant, Père Lachaise, Philippe Auguste, Alexandre Dumas és Avron).
- (Père Lachaise, Gambetta és Porte de Bagnolet).
- (Gambetta, Pelleport, Saint-Fargeau és Porte des Lilas).
- (Buzenval, Maraîchers és Porte de Montreuil).
- (Belleville, Pyrénées, Jourdain, Télégraphe és Porte des Lilas).

### Busz
A kerületet 14 buszvonal érinti:
- RATP 20 : Louison Bobet - Porte des Lilas
- RATP 26 : Gare Saint-Lazare           - Nation
- RATP 48 : Gare du Nord           - Porte des Lilas
- RATP 56 : Porte de Clignancourt     - Château de Vincennes
- RATP 57 : Arcueil Laplace   - Porte de Bagnolet Louis-Ganne
- RATP 60 : Porte de Montmartre - Gambetta
- RATP 61 : Place d'Italie     - Église de Pantin
- RATP 64 : Denfert-Rochereau      - Porte des Lilas
- RATP 69 : Champ-de-Mars - Gambetta
- RATP 71 : Bibliothèque François Mitterrand     - Porte de la Villette
- RATP 76 : Châtelet           - Bagnolet-Louise Michel
- RATP 86 : Demi-Lune-Parc Zoologique - Champs de Mars
- RATP 96 : Gare Montparnasse        - Porte des Lilas
- RATP 102 : Gambetta-Japon    - Bois-Perrier  -Rosny 2
- RATP 105 : Porte des Lilas      - Mairie des Pavillons-sous-Bois
- RATP 115 : Porte des Lilas      - Château de Vincennes
- RATP 129 : Porte des Lilas      - Mairie de Montreuil
- RATP 170 : Porte des Lilas      - Gare de Saint-Denis
- RATP 215 : Gare d’Austerlitz      - Vincennes
- RATP 249 : Porte des Lilas      - Dugny-Centre-Ville
- RATP 351 : Nation        - Roissypôle   CDGVAL
- RATP Traverse Charonne : Gambetta-Cher    via Pyrénées-Docteur Netter